# روبين فان دير مير
روبين فان دير مير (بالهولندية: Robin van der Meer) (21 فبراير 1995 بفوربورخ في هولندا - ) هو لاعب كرة قدم هولندي في مركز الدفاع. لعب مع غو أهد إيغلز ونادي أوترخت.

## وصلات خارجية
- روبين فان دير مير على موقع قاعدة بيانات كرة القدم.إي يو (الإنجليزية)
- روبين فان دير مير على موقع Soccerway.com (الإنجليزية)
- روبين فان دير مير على موقع عالم كرة القدم.نت (الإنجليزية)